# Завія
За́вія (араб. زاوية — «кут») — келія, помешкання суфія або марабута, а згодом основна ланка організаційної структури суфійських братств.

## Історія
Початково завія — приміщення в мечеті або при ній, де велось викладення читання, писання, теологічних дисциплін. Починаючи з XII—XIII століть, коли виникли перші суфійські братства, завією стали називати помешкання суфійського шейха, де він навчав мюридів.
В пізнє середньовіччя на заході мусульманського світу завія — основна ланка організаційної структури братств. Завії перетворились на комплексні споруди (інколи монастирського типу), які зазвичай мали у своєму складі мавзолей святого, невеличку мечеть, житлові приміщення для шейха і мюридів, будинок для притулку мандрівників, де вони отримували безкоштовне харчування і притулок.
На сході заклади, подібні завіям, називали ханака або ханега (від перського хане — будинок і га — місце).